# Portret van Joseph Roulin (Kröller-Müller Museum)
Portret van Joseph Roulin is een schilderij uit april 1889 van de Nederlandse kunstschilder Vincent van Gogh. Het schilderij bevindt zich in het Kröller-Müller Museum in Otterlo.
Het schilderij van olieverf op doek meet 65 bij 54 cm. Van Gogh portretteerde Joseph Roulin meermaals. Andere werken met hetzelfde onderwerp bevinden zich onder meer in het Museum of Fine Arts, Boston, het Detroit Institute of Arts, het Kunstmuseum Winterthur, Zwitserland, de Barnes Foundation, Philadelphia, en in het Museum of Modern Art in New York. In de collectie van het Getty bevindt zich een tekening van hetzelfde onderwerp.

## Galerij

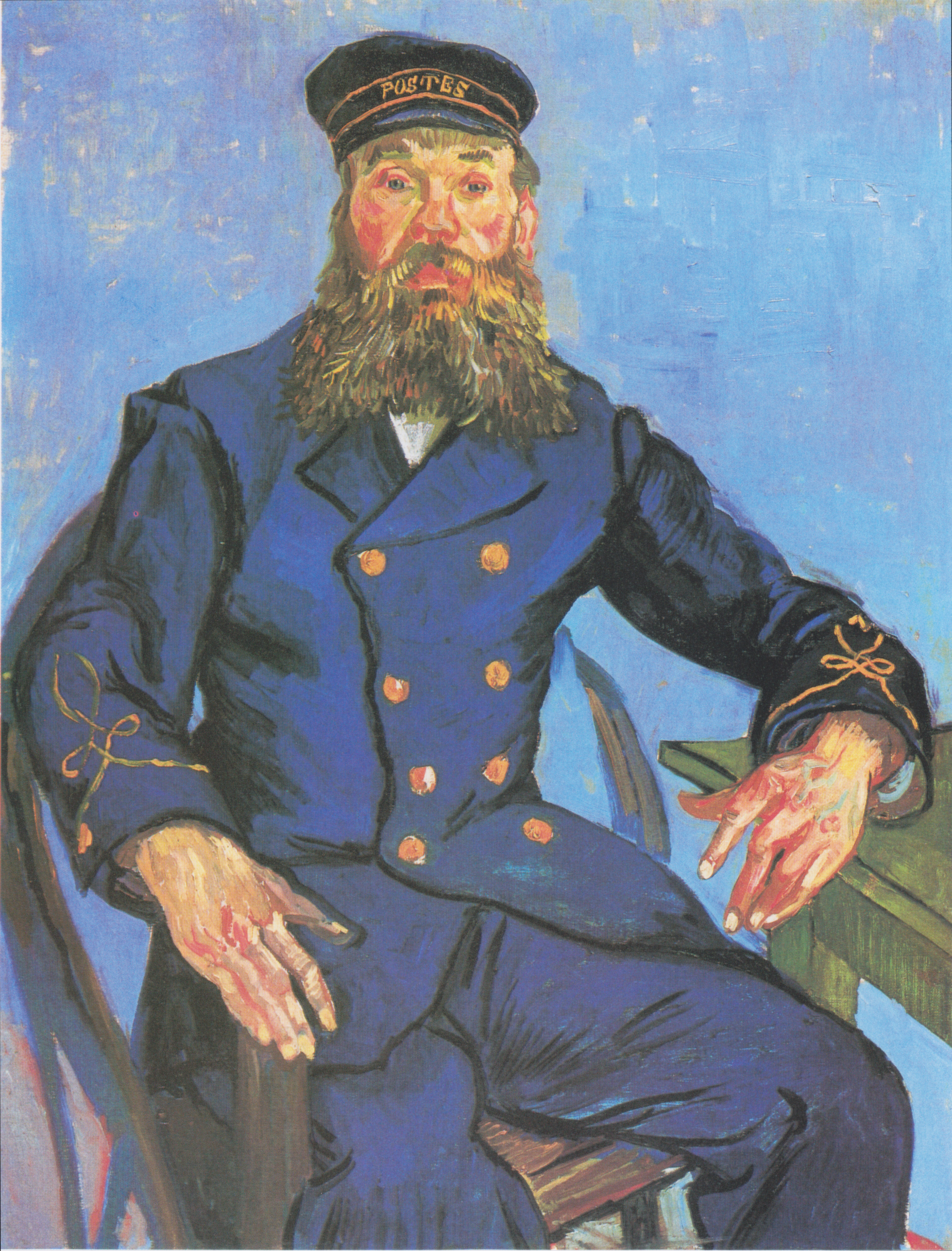
Postbode Joseph Roulin (I), 1888, Boston
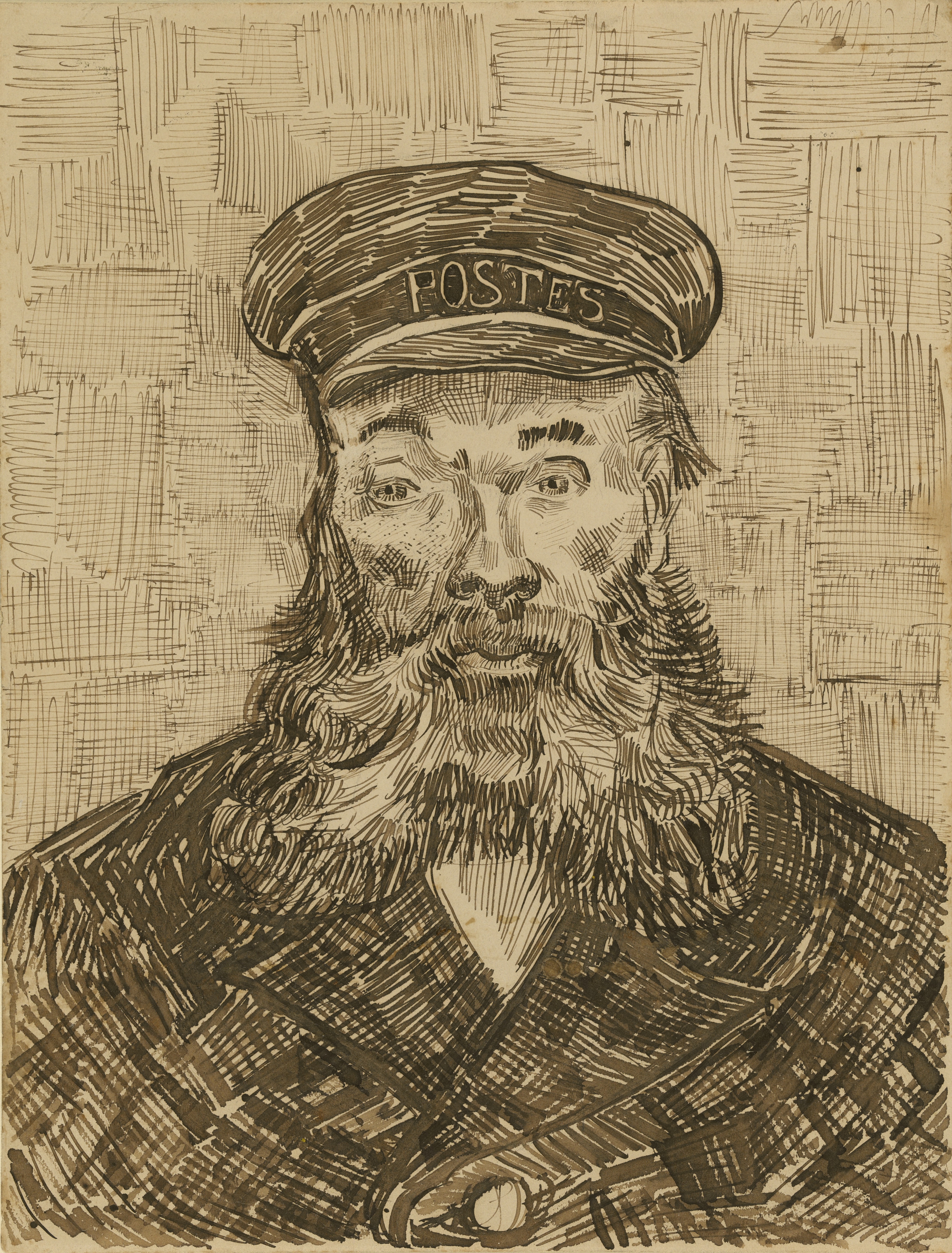
Portret van Joseph Roulin, tekening (Getty Center)
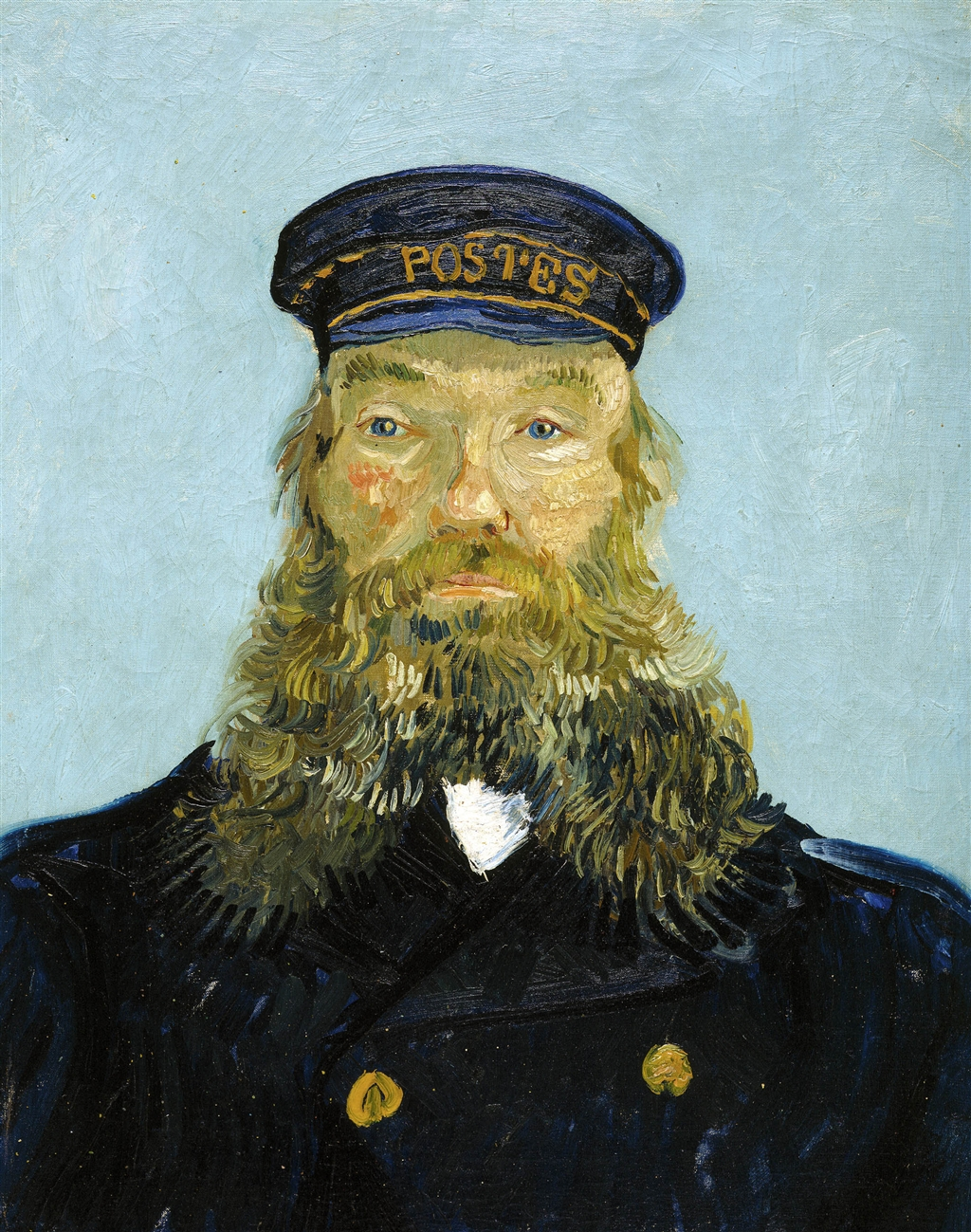
Portret van Joseph Roulin (II), 1888, Detroit Institute of Arts
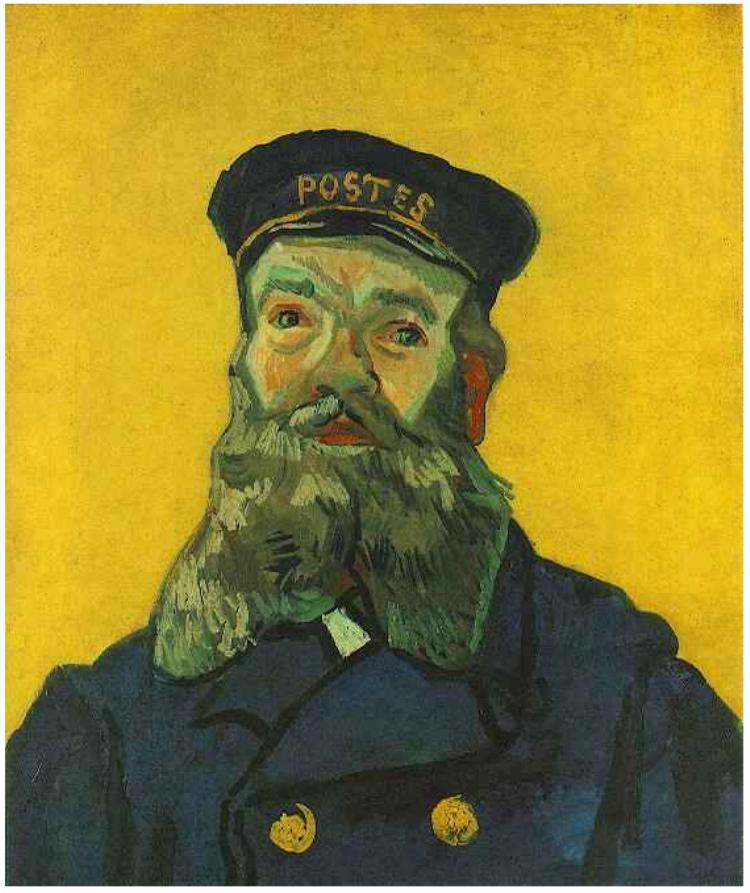
Portret van Joseph Roulin (III), 1888, Kunstmuseum Winterhur
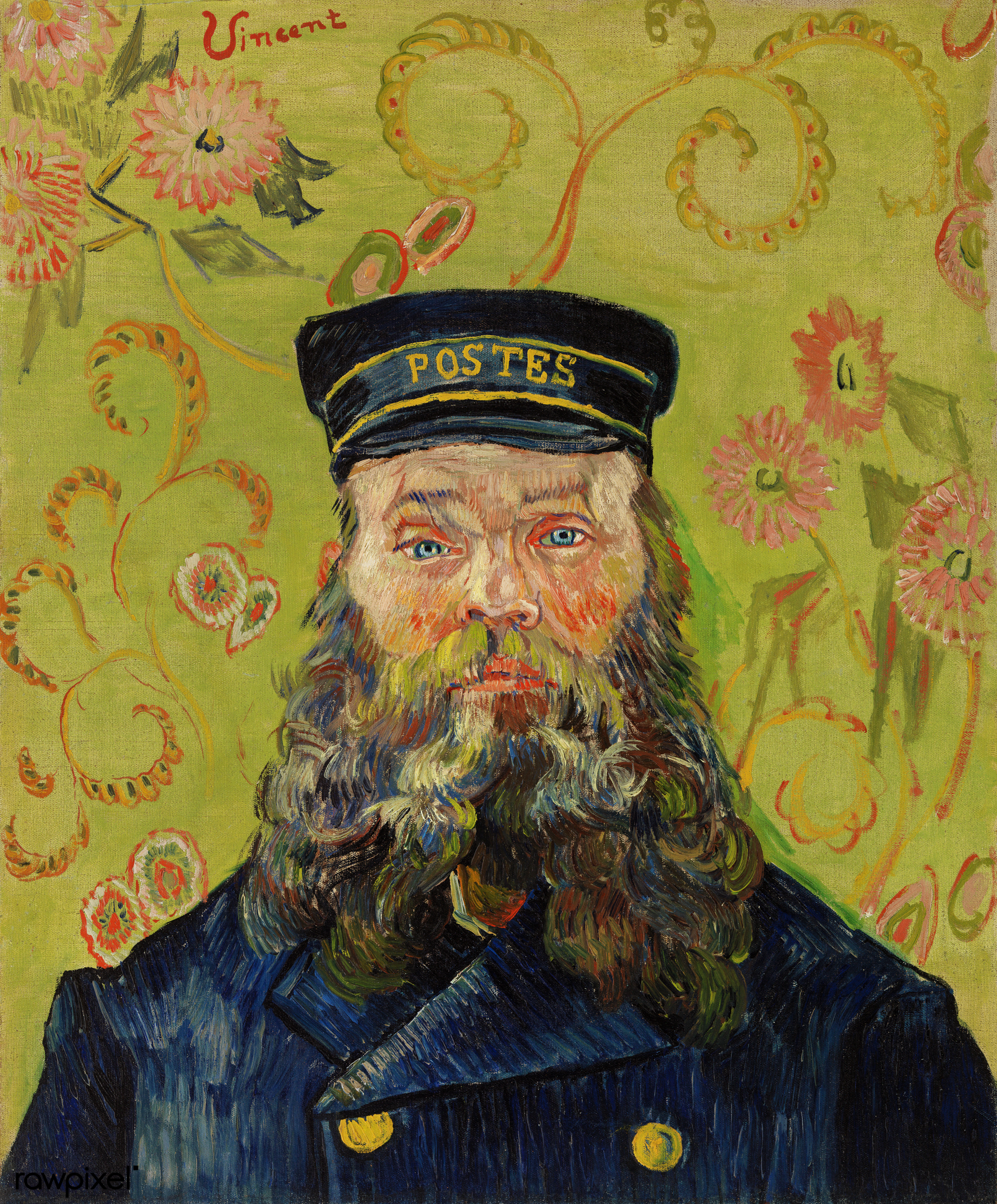
Portret van Joseph Roulin (IV), 1889, Barnes Foundation
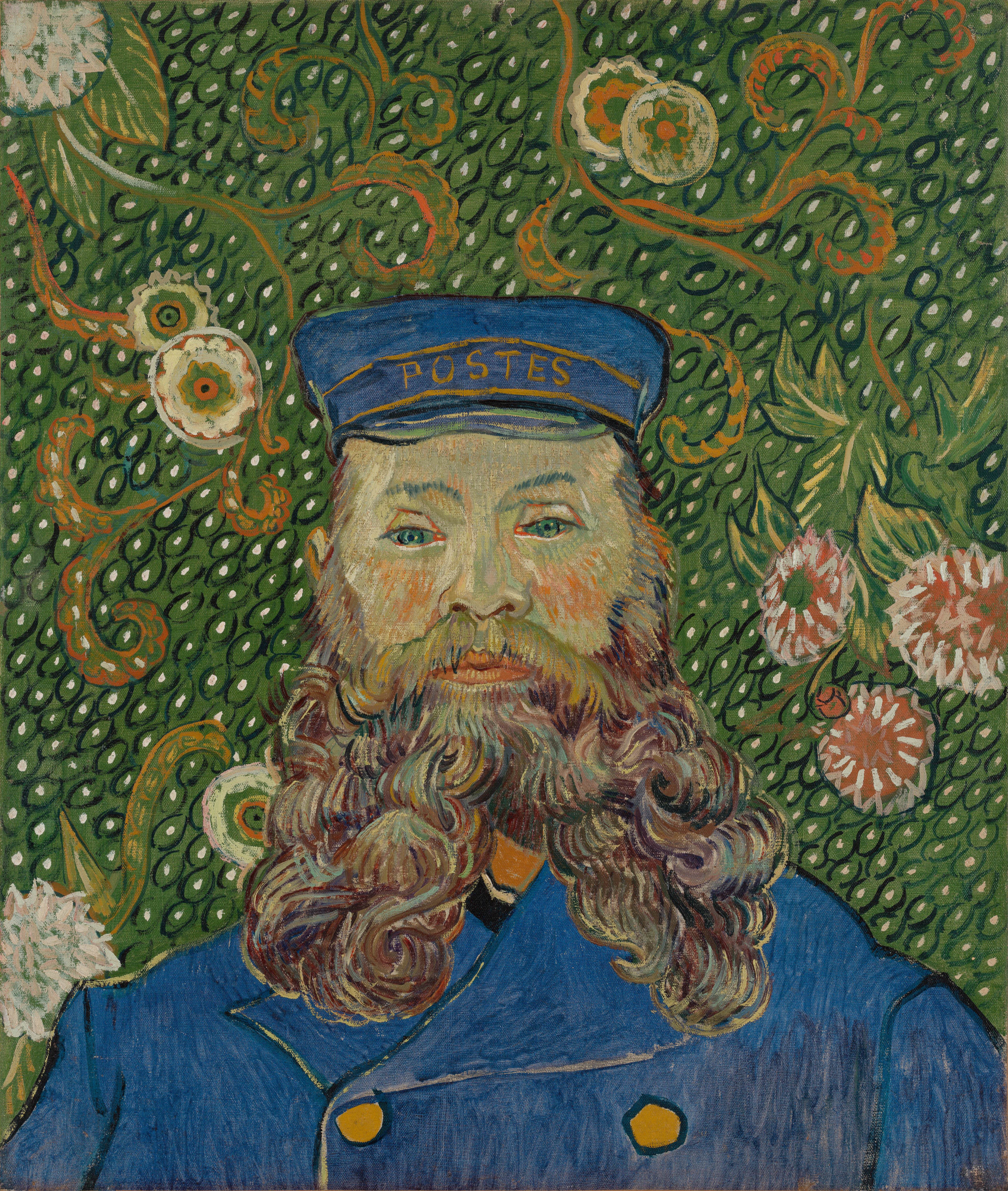
Portret van Joseph Roulin (V), 1889, Moma
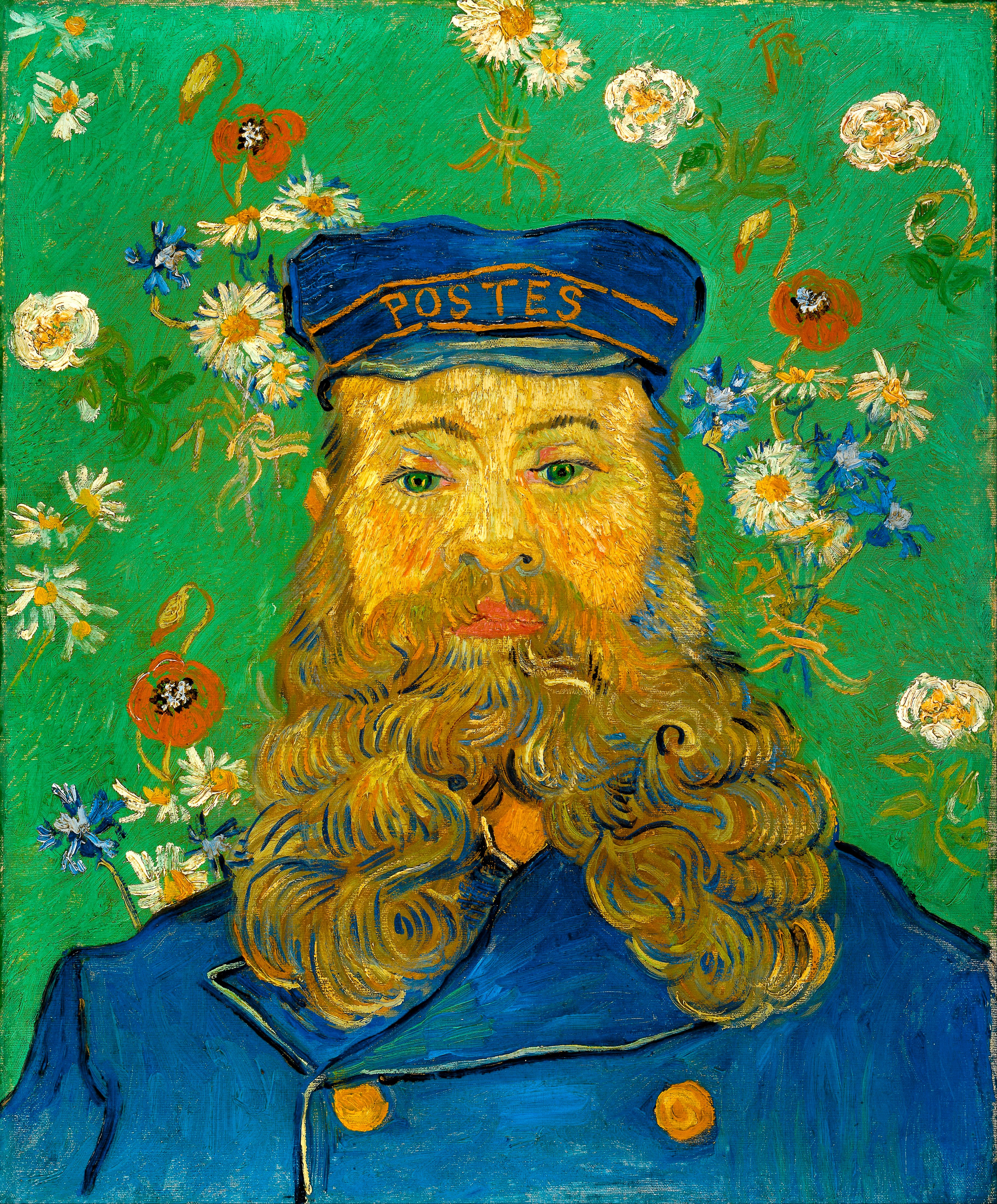
Portret van Joseph Roulin (VI), 1889, Kröller-Müller Museum